# Boligee
Boligee è un comune degli Stati Uniti d'America situato nella contea di Greene dello Stato dell'Alabama.